# Margot Berkman
Margot Berkman (Rotterdam, 10 juni 1964) is een Nederlandse kunstenaar. Zij is met name bekend door haar beelden, tegeltableaus, sierhekken en andere kunsttoepassingen in de openbare of semiopenbare ruimte.

## Leven en werk
Berkman volgde haar opleiding tot autonoom beeldhouwer aan de Hogeschool voor de Kunsten te Utrecht (1984-1989). Berkman was als docent werkzaam aan de Hogeschool voor de Kunsten te Utrecht en te Arnhem (1989-1996). Zij werkte met Eline Janssens in een kunstenaarsduo onder de naam Berkman en Janssens (1998-2010), waarna ze solo verder ging. Zij maakt in opdracht van de overheid en bedrijven beelden, tegeltableaus, sierhekken en andere kunsttoepassingen in de openbare of semiopenbare ruimte. Berkman maakt ook vrij werk (i.e. niet in opdracht).
Berkman woont en werkt in Zandvoort. Haar atelier is gevestigd in NS-Station Zandvoort. Zee en duinen zijn een belangrijke inspiratiebron; in haar werk onderzoekt ze de zee en het verlangen ernaar. Na de kernramp van Fukushima in 2011 toont zij in haar werk meer de noodzaak beter voor de ocenanen te zorgen. De focus in haar werk ligt al meer dan 8 jaar op de zuurstof-productie door algen en wieren. Meer dan 54% van de zuurstof komt uit de oceanen. Tijdens haar dagelijkse strandwandelingen doet zij vondsten die ze verbindt met beelden uit de onderwaterwereld. Ze bestudeert zeewieren in zeewierwouden en maakt foto's en films als bron voor haar werken.  In haar vroegere kunstwerken, tot 2010) werd zij geïnspireerd door verhalen uit een gebied en door de kunstgeschiedenis, bijvoorbeeld door middeleeuwse kunst als wandkleden en papierknipkunst, maar ook door moderne kunst zoals het werk van David Hockney.

## Werk in openbare ruimte (selectie)

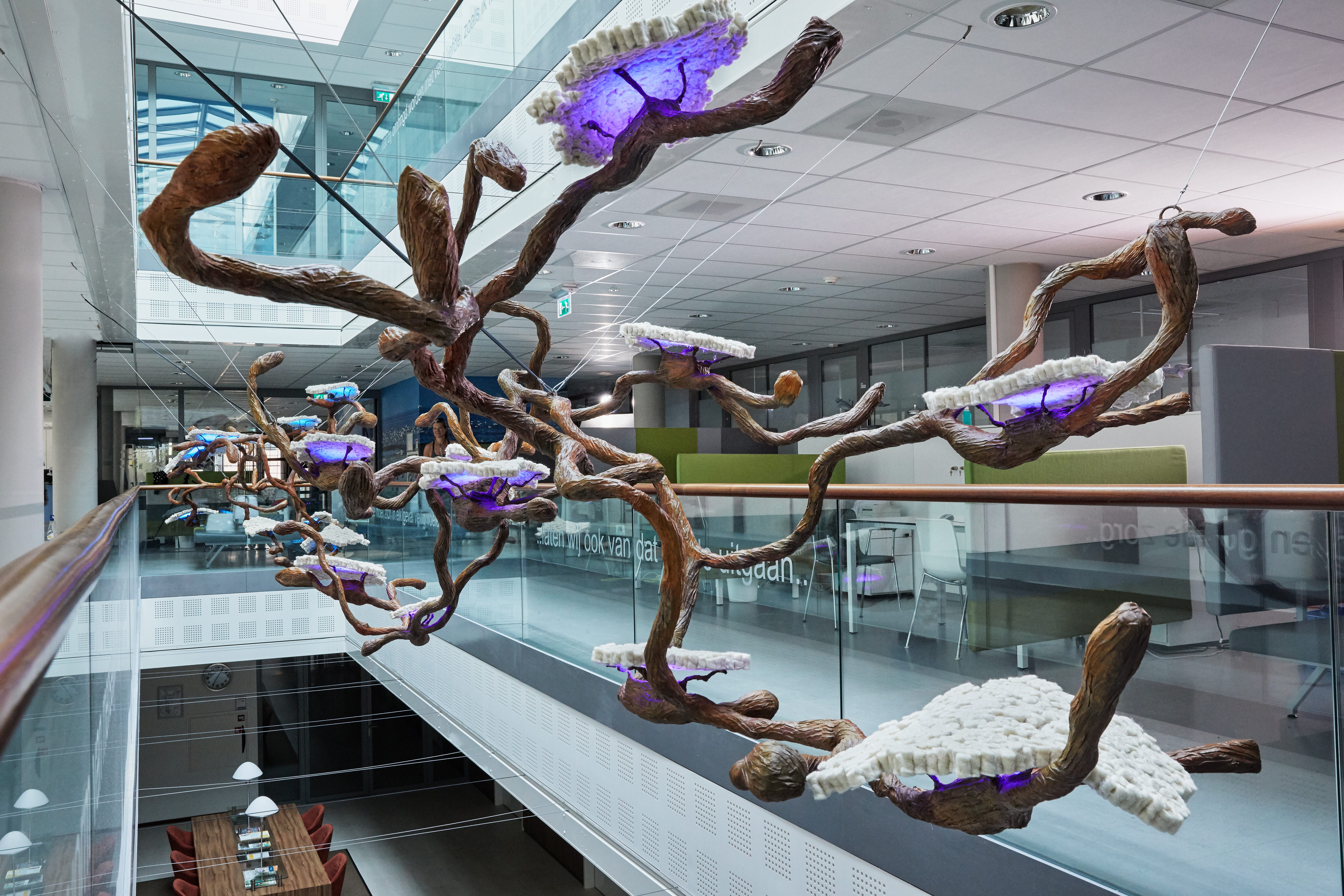
The Ocean breathes sealight. Kunstwerk in het Spaarne Gasthuis.

In de openbare ruimte van Nederland heeft zij 61 kunstwerken gerealiseerd.  
2020
- kunstopdracht voor Keizer Karelplein gemeente Amstelveen
- Waves of Breath, tentoonstelling Cobra Museum Amstelveen
- Umibudo, lichtinstallatie Grote of St.Bavokerk, Grote Markt, Haarlem
- The ocean Breathes- save the oceans -kite for OZONE

2019
- Het verlangen,  beeldengroep Spoorzone Duivendrecht ,herplaatsing in nieuwe compositie kunstwerk van Berkman en Janssens aan Buitensingel in opdracht van NS

2018
- The Ocean Breathes Sealight, Spaarne Gasthuis, Hoofddorp[3]
- Sealight III, Zandvoort aan Zee
- The Ocean Breathes, Mermaids Foam, Zandvoort aan Zee

2017
- Tranenwier / Blue tears

2016
- Zeelong – Vishal te Haarlem, gastcurator Margot Berkman ism. Kees van Twist en Annelien Kers

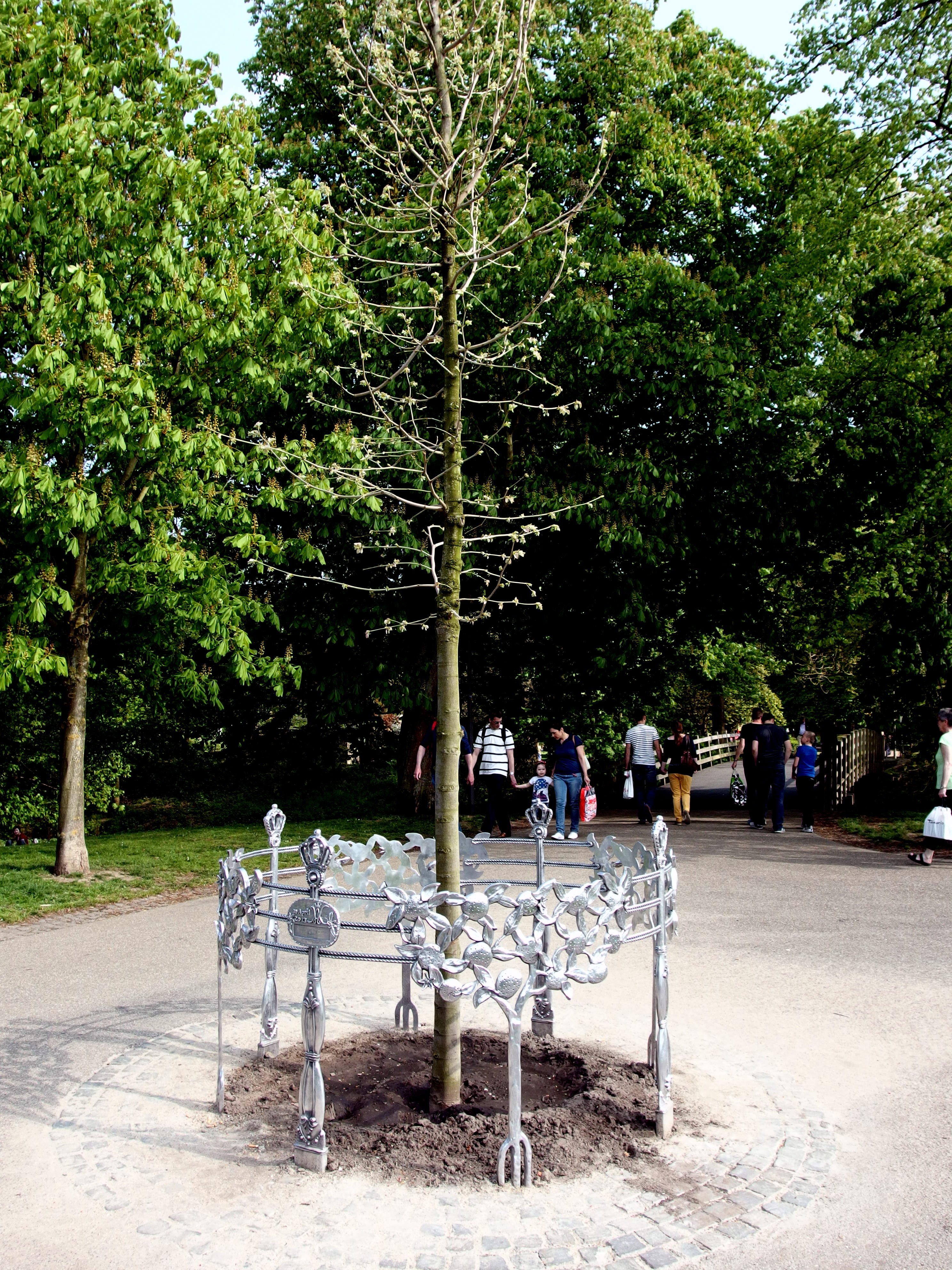
Koningshek rondom boom geplant ter gelegenheid van de inhuldiging van koning Willem Alexander. (Maastricht)

- Koningshek rondom boom geplant ter gelegenheid van de inhuldiging van koning Willem Alexander. (Maastricht) Dwaal verder, Dwaal licht – Eurydice in Orpheus met ism filosoof Katja Rodenburg
- Catch of the Day,  Burgh Haamstede
- De Dwaallichten van Orden, Orden, Apeldoorn
- Alghe Galleggianti, Zandvoort aan Zee

2014
- Seaglove, Picking Flowers on the Beach
- Seaweed Weaving

2013
- Koningsdamast voor Koning Willem-Alexander en Koningin Máxima, Textielmuseum, Tilburg
- Under the Magnolia Tree, Park Transwijk Utrecht

2012
- Salone del Mobile , Textielmuseum Tilburg

2011
- Koningshek voor Koning Willem-Alexander. In 2013 werden in Nederlandse gemeenten koningsbomen geplant ter ere van de troonswisseling op 30 april.[4]
- Fucus Vesiculosus Zeewierbar, WVZ, Zandvoort aan Zee

2010
- Ik Lig Bij het Zeehert, Maasvlakte 2, Rotterdam
- Hebban Olla Vogele Nestas, Landgoed Pingjum

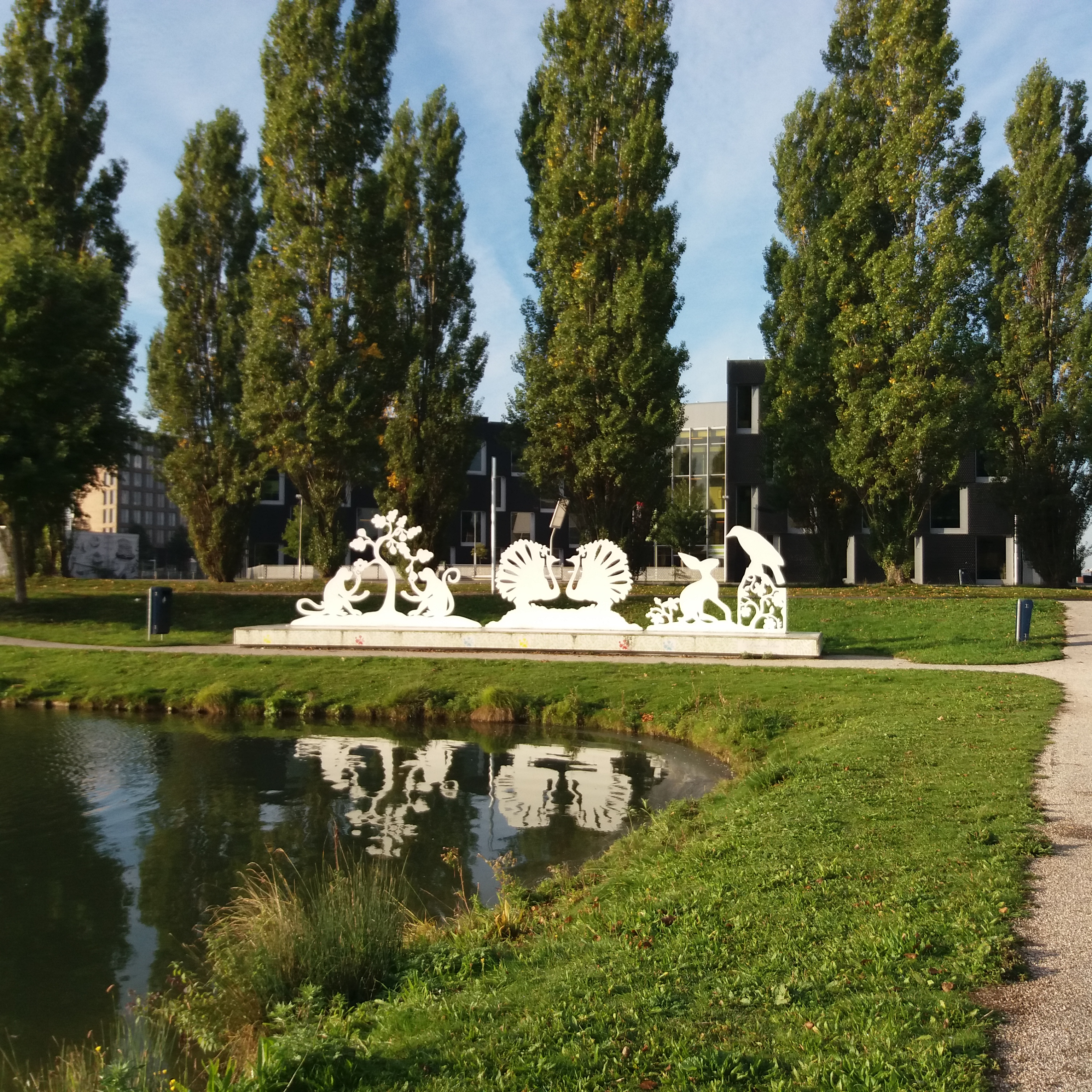
A mon seul desir, Berkman en Janssens Utrecht

- A mon seul desir, Berkman en Janssens UtrechtA Mon Seul Désir, Berkman en Janssens, Burgemeester Annie Brouwer, Park Leeuwesteyn Utrecht
- Cave Canem, R. en B. Schreuders, Zandvoort aan Zee
- Amor en Fortuna Fietstunnel, Berkman en Janssens, Vianen
- Fluitend Door de Kerksteeg, met tegels van Berkman en Janssens, Zandvoort
- Les Cignes, Naarden

2009
- Vogeltjes van Kattenburg, tunnel Rochdale, Berkman en Janssens, Amsterdam
- La Vue, entrees Rochdale, Berkman en Janssens, Amsterdam
- Meesterstuk, vloer, Berkman en Janssens, Joh. van Doorn, de Bilt
- Aphrodites Garden, Station NS, Zandvoort aan Zee

2008
- De Dames en de Hondjes, Berkman en Janssens, Beeldengroep NS, Galerie Helga Hofman
- Loveletter Berkman en Janssens, Golden Tulip -IKEA Hotel, Delft
- Het Verlangen, Berkman en Janssens, NS station, Duivendrecht
- La Vue,  Berkman en Janssens, fietstunnel Let de Stigterpad Provincie Utrecht

2007
- De Liefdesbrief, Berkman en Janssens, stadsentree en tunnel A13, Delft
- Bloemenzee, Rijswijkstraatbrug, Berkman en Janssens, Slotervaart, Amsterdam
- De Liefdesbrief, Berkman en Janssens, installatie,  IKEA international
- Haasje Over, Berkman en Janssens, Stadsdeel Westerpark, Amsterdam

2006
- Hortus Conclusus Berkman en Janssens, fietstunnels A12, Rijkswaterstaat en Prorail Bleiswijk

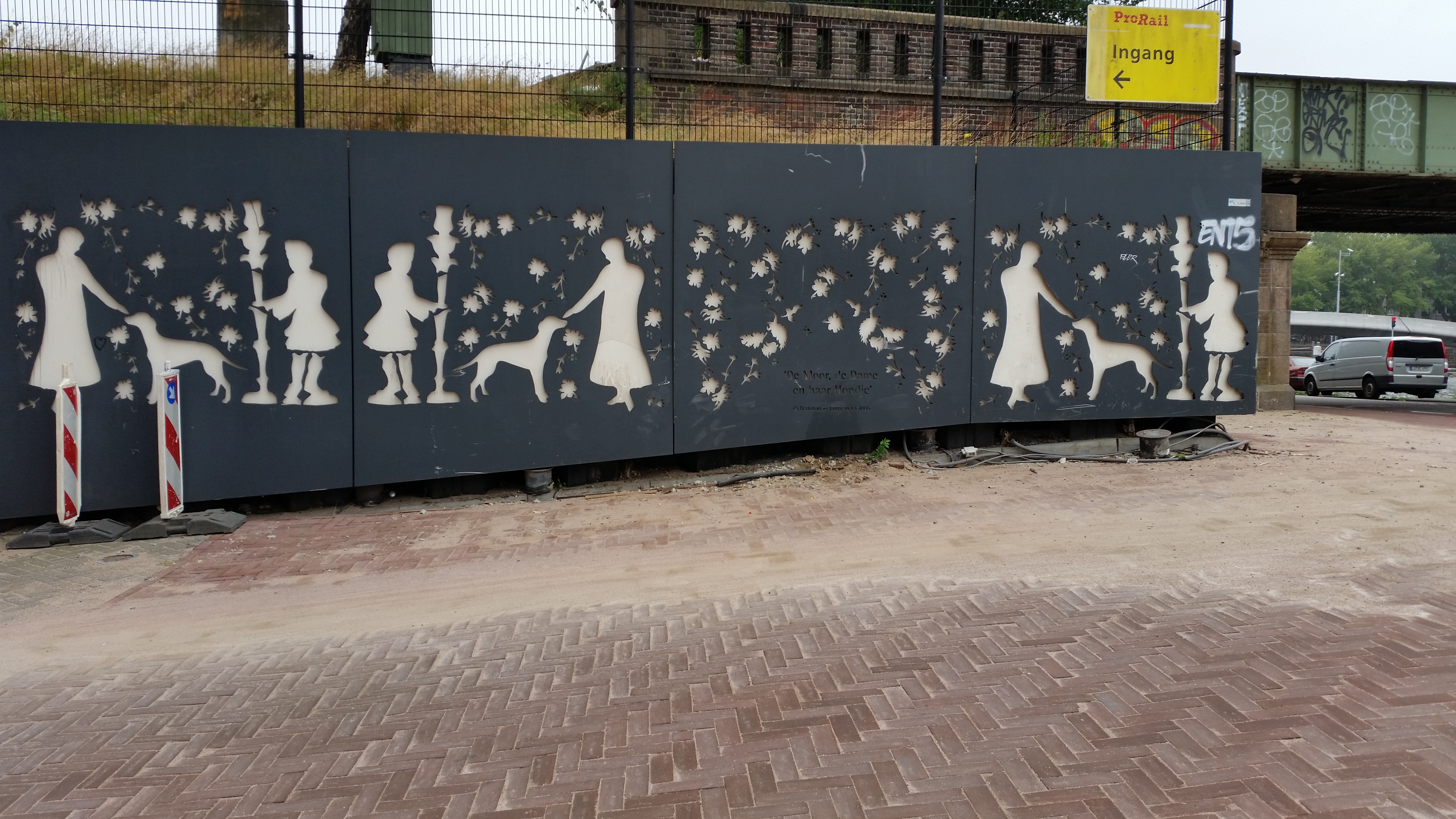
De moor, de dame en haar hondje, Berkman en Janssens Amsterdam

- De moor, de dame en haar hondje, Berkman en Janssens Amsterdam De Moor, de Dame en haar Hondje, Berkman en Janssens, landmark, NS Vastgoed, Amsterdam
- De Dame en de Muze, Berkman en Janssens, fietstunnels, tunnel Slotervaart, Amsterdam
- The Loveletter, Berkman en Janssens, interieur IKEA Concept Centre, Delft
- De Liefdesbrief, Berkman en Janssens, Tentoonstelling Museum Lambert van Meerten ism Daniëlle Lokin
- In een land hier ver vandaan, Berkman en Janssens, Brede school ‘De Nesselanden’, Neunen

2005
- Duizend en Een Nacht, Berkman en Janssens, installatie Kunstenaarssociëteit de Kring, Amsterdam
- Het Lied van de Nachtegalen, Berkman en Janssens, Utrecht

2004
- De Dames en het kleine Hondje, Berkman en Janssens, Betuweroute, Heerjansdam
- Les dames et la licorne, Berkman en Janssens, Winkelcentrum Bos en Lommer Multivastgoed Amsterdam
- Logo’s Bos en Lommerplein, Berkman en Janssens, Amsterdam
- Octopussy, Berkman en Janssens, Zwembad de Reeshof, Tilburg

2003
- De Dame met de Zwaan, Berkman en Janssens, Betuweroute, Gorinchem
- De dames en de muze, Berkman en Janssens, Leeuwendalerswegbrug, Bos en Lommer, Amsterdam
- Sisters in Paradise, Berkman en Janssens, Marnixbrug Utrecht (verwijderd in 2020, vervangen door werk van Louise Hessel)

2002
- Eat me, Drink me, Berkman en Janssens, Rodamco, Hilversum
- Opdracht Masterplan Kunsttunnels Betuweroute, Berkman en Janssens, 8 doorkruisingen in verstedelijkt gebied

2001
- Archimedes in Wonderland, Berkman en Janssens, fietstunnels HOV, Utrecht
- Sitting in Blue, Rietveld-Schröderhuis, Berkman en Janssens, tunnel Utrecht
- Groeten uit Delfshaven, Berkman en Janssens, Metrostation Delfshaven, Rotterdam
- Berenparade, Berkman en Janssens, HOV-fietstunnels/voetgangerstunnels Berekuil, Utrecht
- Sint Joris, Berkman en Janssens, Centrum Amersfoort, Gemeente Amersfoort

1999
- De zoen van de Muze, Margot Berkman, tentoonstelling Centraal Museum, Utrecht
- Gezicht op Gouda, Berkman en Janssens, Gouda, Gemeente Gouda

1993
- Sonsbeek 1993 – Margot Berkman, paralleltentoonstelling
- provinciehuis 's Hertogenbosch - installatie van 6 beelden keramiek